# 成田市立久住小学校
成田市立久住小学校（なりたしりつ くずみしょうがっこう）は、千葉県成田市久住中央三丁目にある公立小学校。

## 概要
学区は「久住地区全域」から構成され、極めて広い範囲となっている。また、久住駅前地区の開発・宅地の造成にともなう駅前地区住民の増加により、2013年度は第1・2学年が2学級になるなど少しずつ生徒が増えている。

## 沿革
- 2011年（平成22年）4月 - 久住第一小学校と久住第二小学校とを統合し、久住小学校と称す。

## 学区
芝、大室、土室、小泉、新泉、成毛、大生、幡谷、飯岡、荒海、磯部、水掛、新泉、久住中央1丁目、久住中央2丁目、久住中央3丁目、久住中央4丁目
- 成毛、大生、幡谷、飯岡、荒海、磯部、水掛、新泉、久住中央1丁目、久住中央2丁目、久住中央3丁目、久住中央4丁目は旧久住第一小学校の学区。
- 芝、大室、土室、小泉、新泉は旧久住第二小学校の学区。

## 進学
- 成田市立久住中学校